# キラキラ☆プリキュアアラモード サウンドアルバム
『キラキラ☆プリキュアアラモード サウンドアルバム』は、東堂いづみ原作によるアニメシリーズ第14作『キラキラ☆プリキュアアラモード』のボーカルアルバム、オリジナル・サウンドトラックシリーズ。
本項に記述されているディスコグラフィはいずれもマーベラスが発売し、販売元はソニー・ミュージックマーケティングが担当している。

## ボーカルアルバム

### キュアラモード☆アラカルト
『キラキラ☆プリキュアアラモード』初のボーカルアルバムで、OPテーマ「SHINE!! キラキラ☆プリキュアアラモード」のロングイントロバージョン、EDテーマ「レッツ・ラ・クッキン☆ショータイム」のプリキュア6人歌唱バージョン、挿入歌「Soul Believer」のワイルドアジュール（立神あおい）バージョンに加え、プリキュア・妖精役の声優や主題歌歌手による新録イメージソングを含めた全10曲を収録。また、プリキュアの着ぐるみによるOP及びキャラクターソングCD「sweet etude」収録の各挿入歌のダンスレッスンムービーを収録したDVDが付属する。初回封入特典として、ジャケットイラストステッカーが同梱されている。ジャケットイラストには、パティシエ姿のプリキュア6人がプリントされている。

#### CD
1. キラキラ☆スイート☆マドモアゼル
歌：駒形友梨
作詞：大森祥子、作曲・編曲：高木洋
2. キラリ☆Avec☆Moi☆
歌：宇佐美いちか（CV：美山加恋）&キラ星シエル（CV：水瀬いのり）
作詞：六ツ見純代、作曲・編曲：R・O・N
3. おっかしーなパティスリー
歌：北川理恵
作詞・作曲：藤本記子（Nostalgic Orchestra）、編曲：福富雅之（Nostalgic Orchestra）[2]
4. Soul Believer 〜ワイルド・アジュール・バージョン〜
歌：立神あおい（CV：村中知）
作詞：ミズノゲンキ、作曲・編曲：睦月周平
5. 愛とときめきのマカロナージュ
歌：琴爪ゆかり（CV：藤田咲）＆剣城あきら（CV：森なな子）
作詞・作曲：藤本記子（Nostalgic Orchestra）、編曲：福富雅之（Nostalgic Orchestra）[2]
6. ノワール・デコレーション 〜黒い塗り絵〜
歌：宮本佳那子
作詞：唐沢美帆、作曲・編曲：サイトウヨシヒロ
7. はらぺこ☆ハピデコ♡ドーナツ
歌：宇佐美いちか（CV：美山加恋）＆ペコリン（CV：かないみか）
作詞・作曲：藤本記子（Nostalgic Orchestra）、編曲：福富雅之（Nostalgic Orchestra）[2]
8. からめるでいず
歌：有栖川ひまり（CV：福原遥）
作詞・作曲：藤本記子（Nostalgic Orchestra）、編曲：福富雅之（Nostalgic Orchestra）[2]
9. SHINE!! キラキラ☆プリキュアアラモード 〜ロング・イントロ・バージョン〜
歌：駒形友梨
作詞：大森祥子　作曲・編曲：大竹智之
10. レッツ・ラ・クッキン☆ショータイム 〜キラキラ☆パティスリー・バージョン〜
歌：キュアホイップ（CV：美山加恋）、キュアカスタード（CV：福原遥）、キュアジェラート（CV：村中知）、キュアマカロン（CV：藤田咲）、キュアショコラ（CV：森なな子）、キュアパルフェ（CV：水瀬いのり）
作詞・作曲：藤本記子（Nostalgic Orchestra）、編曲：福富雅之（Nostalgic Orchestra）[2]

#### DVD
ダンスレッスンムービー集
1. SHINE!! キラキラ☆プリキュアアラモード
2. ダイスキにベリーを添えて
3. プティ＊パティ∞サイエンス
4. 青空Alright
5. CAT MEET SWEETS
6. ショコラ・エトワール

### 苺坂物語
劇中挿入歌などのキャラクターソングを始め、主題歌歌手によるイメージソング、「Soul Believer」のあおいとあやねのデュエットバージョンなど新曲10曲と、「sweet etude」に収録されている各キャラクターソングのオリジナル・メロディ・インストバージョン6曲の全16曲を収録。初回封入特典として、ジャケットイラストステッカーが同梱されている。ジャケットイラストには、私服姿のプリキュア6人と女の子になったペコリンのデフォルメイラストがプリントされている。
1. Lu La La☆Lumière
歌：駒形友梨
作詞：大森祥子、作曲・編曲：三好啓太
2. YUMESORA∞
歌：キラ星シエル（CV：水瀬いのり）
作詞：六ツ見純代、作曲・編曲：加藤賢二
3. しあわせ☆フレーバー
歌：有栖川ひまり（CV：福原遥）・立神あおい（CV：村中知）
作詞・作曲・編曲：R・O・N
4. ススメ！スイーツウェイ
歌：おんなのこペコリン（CV：かないみか）
作詞・作曲：藤本記子（Nostalgic Orchestra）、編曲：福富雅之（Nostalgic Orchestra）[2]
5. パープルテイルは知っている
歌：ゆかり猫（CV：藤田咲）
作詞：藤本記子（Nostalgic Orchestra）[2]、作曲・編曲：サイトウヨシヒロ
6. エクレール・オ・ショコラ
歌：剣城あきら（CV：森なな子）
作詞：eNu、作曲・編曲：睦月周平
7. IGNITION
歌：岬あやね（CV：Machico）
作詞：ミズノゲンキ、作曲・編曲：睦月周平
8. Soul Believer〜ミサキVSあおい バージョン〜
歌：立神あおい（CV：村中知）・岬あやね（CV：Machico）
作詞：ミズノゲンキ、作曲・編曲：睦月周平
9. ウサギフト
歌：宇佐美いちか（CV：美山加恋）
作詞・作曲：藤本記子（Nostalgic Orchestra）、編曲：福富雅之（Nostalgic Orchestra）[2]
10. We're KIRA Party!!
歌：宮本佳那子
作詞・作曲：藤本記子（Nostalgic Orchestra）、編曲：福富雅之（Nostalgic Orchestra）[2]
11. ダイスキにベリーを添えて（オリジナル・メロディ・インスト）
12. プティ＊パティ∞サイエンス（オリジナル・メロディ・インスト）
13. 青空Alright（オリジナル・メロディ・インスト）
14. CAT MEETS SWEETS（オリジナル・メロディ・インスト）
15. ショコラ・エトワール（オリジナル・メロディ・インスト）
16. 虹色エスポワール（オリジナル・メロディ・インスト）

### スイート☆エチュード☆アラモード
キャラクターソングCD「sweet etude」を始めこれまで発表された主題歌・挿入歌・キャラクターソングに加え、新曲1曲を含んだ全17曲収録のベスト・アルバム。初回封入特典として、ジャケットイラストステッカーが同梱されている。ジャケットイラストはキャラクターデザイナーの井野真理恵の描き下ろしによるプリキュア6人とペコリンが描かれている。
1. シュビドゥビ☆スイーツタイム
歌：宮本佳那子
作詞・作曲・編曲：R・O・N
2. ダイスキにベリーを添えて
歌：キュアホイップ（CV：美山加恋）
作詞：藤本記子（Nostalgic Orchestra）[2]、作曲・編曲：板垣祐介
3. プティ＊パティ∞サイエンス
歌：キュアカスタード（CV：福原遥）
作詞：六ツ見純代、作曲・編曲：板垣祐介
4. 青空Alright
歌：キュアジェラート（CV：村中知）
作詞：ミズノゲンキ、作曲・編曲：睦月周平
5. おっかしーなパティスリー
歌：北川理恵
作詞・作曲：藤本記子（Nostalgic Orchestra）、編曲：福富雅之（Nostalgic Orchestra）[2]
6. ススメ！スイーツウェイ
歌：おんなのこペコリン（CV：かないみか）
作詞・作曲：藤本記子（Nostalgic Orchestra）、編曲：福富雅之（Nostalgic Orchestra）[2]
7. 虹色エスポワール
歌：キュアパルフェ（CV：水瀬いのり）
作詞：六ツ見純代、作曲・編曲：加藤賢二
8. 愛とときめきのマカロナージュ
歌：琴爪ゆかり（CV：藤田咲）＆剣城あきら（CV：森なな子）
作詞・作曲：藤本記子（Nostalgic Orchestra）、編曲：福富雅之（Nostalgic Orchestra）[2]
9. CAT MEETS SWEETS
歌：キュアマカロン（CV：藤田咲）
作詞：藤本記子（Nostalgic Orchestra）[2]、作曲・編曲：サイトウヨシヒロ
10. ショコラ・エトワール
歌：キュアショコラ（CV：森なな子）
作詞：eNu、作曲・編曲：Kohei by SIMONSAYZ
11. しあわせ☆フレーバー
歌：有栖川ひまり（CV：福原遥）・立神あおい（CV：村中知）
作詞・作曲・編曲：R・O・N
12. キラリ☆Avec☆Moi☆
歌：宇佐美いちか（CV：美山加恋）&キラ星シエル（CV：水瀬いのり）
作詞：六ツ見純代、作曲・編曲：R・O・N
13. SHINE!! キラキラ☆プリキュアアラモード
歌：駒形友梨
作詞：大森祥子、作曲・編曲：大竹智之
14. Aile
歌：キュアジェラート（CV：村中知）
作詞：ミズノゲンキ、作曲・編曲：睦月周平
15. 勇気が君を待ってる
歌：駒形友梨
作詞・作曲：motokiyo、編曲：菊谷知樹
16. メモワール・ミルフィーユ
歌：キュアホイップ（美山加恋）・キュアカスタード（福原遥）・キュアジェラート（村中知）・キュアマカロン（藤田咲）・キュアショコラ（森なな子）・キュアパルフェ（水瀬いのり）
作詞・作曲・編曲：三好啓太
17. レッツ・ラ・クッキン☆ショータイム
歌：宮本佳那子
作詞・作曲：藤本記子（Nostalgic Orchestra）、編曲：福富雅之（Nostalgic Orchestra）[2]

## オリジナル・サウンドトラック

### テレビシリーズ1
ABC・テレビ朝日系放送テレビアニメ『キラキラ☆プリキュアアラモード』のオリジナル・サウンドトラック第1弾。
収録されている全37曲のBGMは林ゆうきが制作を担当。また、主題歌の『SHINE!! キラキラ☆プリキュアアラモード』と『レッツ・ラ・クッキン☆ショータイム』両曲のテレビサイズ・バージョン、ボーナストラックとして変身BGM「キュアラモード・デコレーション!」の各プリキュアのバージョンと挿入歌「Soul Believer」のガナッシュ（岬あやね）バージョンを収録。初回限定封入特典としてジャケットサイズ・ステッカーが同梱された。ジャケットイラストにはパティシエ服姿のプリキュア5人がプリントされている。
1. つくって！たべて！たたかって！
2. SHINE!! キラキラ☆プリキュアアラモード（TVサイズ）
3. サブタイトル
4. ホイップ・ステップ・ジャンプ!!
5. スイーツは科学です
6. 青空に叫べ
7. 気まぐれな瞳
8. 心の陽だまり
9. 悪の妖精登場！
10. わたしにできること
11. キュアラモード・デコレーション! - Long version -
12. 白熱の激突
13. キラキラキラルン♪キラキラル♪
14. おなかぺっこぺこペコ
15. お気楽妖精くつろぎ中
16. 暴れん坊まかり通る
17. しょっぱい後味のブルース
18. ドンマイ、ドンマイ
19. ワシが長老ジャバ
20. キラキラキャッチ
21. 昼下がりのペーブメント
22. ときめきの街角
23. さびしさに出逢うとき
24. 沈む心
25. 夢見るパティシエ
26. キラっとひらめいた！
27. レッツ・ラ・クッキング！
28. キラキラパティスリー
29. スイーツに想いを詰めて
30. 静かなる異変
31. 悪の妖精跳梁す
32. キュアラモード・デコレーション！
33. 苦しい闘い
34. 伝説のパティシエ
35. スイー・2・ワンダフルアラモード！
36. スイーツが紡ぐ絆
37. 明日の笑顔のレシピ
38. レッツ・ラ・クッキン☆ショータイム（TVサイズ）
39. キラキラいっぱい召し上がれ！
40. キュアラモード・デコレーション！ - キュアカスタードver. -（ボーナストラック）
41. キュアラモード・デコレーション！ - キュアジェラートver. -（ボーナストラック）
42. キュアラモード・デコレーション！ - キュアマカロンver. -（ボーナストラック）
43. キュアラモード・デコレーション！ - キュアショコラver. -（ボーナストラック）
44. Soul Believer（岬あやねver.）（ボーナストラック）
歌：岬あやね（CV：Machico）
作詞：ミズノゲンキ、作曲・編曲：睦月周平

### 映画サウンドトラック
2017年10月28日公開の劇場版『映画 キラキラ☆プリキュアアラモード パリッと!想い出のミルフィーユ!』のオリジナル・サウンドトラック。収録されているBGM37曲は林ゆうきが制作を担当。これに加え主題歌・挿入歌の映画サイズ版および映画本編にゲスト出演した『魔法つかいプリキュア!』のBGM2曲（高木洋作曲）も収録。初回限定封入特典としてジャケットサイズ・ステッカーが同梱される。
5曲目までが同時上映の短編『Petit☆ドリームスターズ!レッツ・ラ・クッキン?ショータイム!』の楽曲、6曲目以降が映画本編の使用楽曲で構成されている。
1. レッツ・ラ・クッキング!
2. 暗闇でドキドキ
3. 今のはなに!?
4. クッキードラゴン迫る
5. レッツ・ラ・デコレーション!
6. ゆかりとあきらのショータイム
7. 雷鳴とパティシエ
8. シエル絶好調
9. 謎の怪物襲来
10. キュアラモード・デコレーション! -Long version-
11. エッフェル塔の攻防
12. 弱さ完璧!キュアキラリン
13. SHINE!! キラキラ☆プリキュアアラモード（映画サイズ）
14. トレビアンなパーティ
15. ジャン=ピエールとクック
16. キラリンの修行時代
17. 偉大なるジャン=ピエール
18. キラ星シエル誕生
19. パリの迷い道
20. メモワール・ミルフィーユ（映画サイズ）
21. 襲われたパティシエ
22. スイーツモンスター出現
23. キュアラモード・デコレーション!-キュアパルフェver.-
24. プリキュア対スイーツモンスター
25. ありえないピンチ
26. 華麗なる反撃
27. 参上!魔法つかいプリキュア
作曲：高木洋
28. 伝説の魔法つかい!
作曲：高木洋
29. 究極のスイーツ覚醒す
30. よみがえるキュアパルフェ
31. 飛べ!スーパープリキュア
32. 目を覚まして!ジャン=ピエール
33. 究極スイーツの猛攻
34. パルフェ魂の一撃
35. 残された希望
36. つくって!たべて!たたかって!
37. みんなの力でキラキラル!
38. 重なりあう想い
39. クック最後の反攻
40. プリキュア・アニマルゴーランド! パルフェットメモワール!
41. キラパティへようこそ
42. トレビアンサンブル!!（映画サイズ）

### テレビシリーズ2
ABC・テレビ朝日系放送テレビアニメ『キラキラ☆プリキュアアラモード』のオリジナル・サウンドトラック第2弾。
収録されている全41曲のBGMは林ゆうきが制作を担当。また、後期エンディングテーマの『シュビドゥビ☆スイーツタイム』、初期のオープニングで使われた『SHINE!! キラキラ☆プリキュアアラモード』ロングイントロバージョン、挿入歌『勇気が君を待ってる』、映画公開時期にエンディングで使われた映画主題歌の『トレビアンサンブル!!』の4曲のテレビサイズ・バージョンを収録している。初回限定封入特典としてジャケットサイズ・ステッカーが同梱された。ジャケットイラストにはプリキュア6人とペコリンがプリントされている。
1. キュアラモード・デコレーション！ - キュアパルフェ ver. -（Short Size）
2. アン・ドゥ・トレビアン！ キラクル・レインボー！
3. SHINE!! キラキラ☆プリキュアアラモード 〜ロング・イントロ・バージョン（TVサイズ）
4. シエルのテーマ
5. スイーツフェスティバル
6. ライバル登場!?
7. 名探偵いちか
8. 追いかけないで
9. 心にささったトゲ
10. ジュリオのテーマ
11. 黒い火花
12. 抑えきれない怒り
13. 悲しみ、それは愛
14. キラキラルの輝きを胸に
15. 光を継ぐもの
16. 闇のたくらみ
17. 闇のしもべたち
18. 強敵来襲
19. 打ちのめされた心
20. キラキラル充填完了！
21. プリキュア・アニマルゴーランド！
22. 勇気が君を待ってる（Short Size）
23. ドキドキするほど謎めいて
24. キラキラルの伝説
25. プリキュアのさだめ
26. キラパティ繁盛中
27. いちご坂はこともなし
28. これでもお嬢様
29. ためらう一歩
30. 曲がり角の向こうに
31. 明日への扉を開けて
32. 忌まわしき影
33. ノワールの闇
34. 対決のとき
35. 世界を塗りつぶす闇
36. 猛攻
37. 希望なき世界
38. それでも私は立ち上がる
39. 奇跡をこの手で
40. 新たなる光
41. プリキュア・ファンタスティックアニマーレ！
42. 虹色の未来
43. 大好きな笑顔とともに
44. シュビドゥビ☆スイーツタイム（TVサイズ）
45. トレビアンサンブル!!（TVサイズ）（ボーナストラック）